# آنتونیو مارتینو
آنتونیو مارتینو (ایتالیایی: Antonio Martino؛ زادهٔ ۲۲ دسامبر ۱۹۴۲ – ۵ مارس ۲۰۲۲) یک سیاست‌مدار اهل ایتالیا بود که از تاریخ ۱۰ مه ۱۹۹۴ تا تاریخ ۱۷ ژانویه ۱۹۹۵ سمت وزارت امورخارجه و از تاریخ  ۱۱ ژوئن ۲۰۰۱ تا تاریخ ۱۷ مه ۲۰۰۶ سمت وزارت دفاع ایتالیا را برعهده داشت.